# Zoo de Lagos
O Zoo de Lagos, igualmente conhecido como Parque Zoológico de Lagos, é um espaço educativo e de diversão, situado entre as localidades de Barão de São João e Bensafrim, no Município de Lagos, em Portugal.

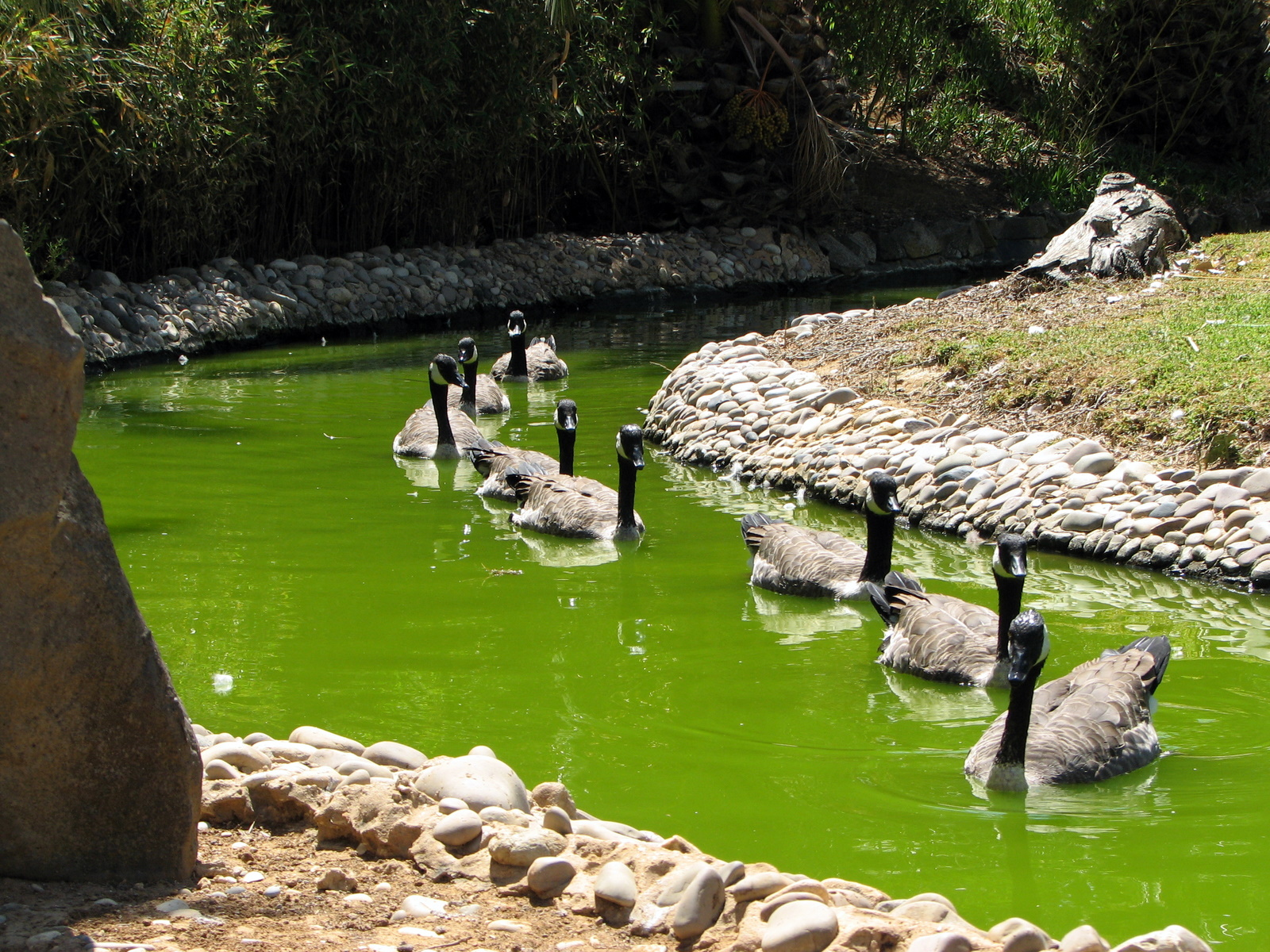
Curso de água no parque, com um grupo de gansos.

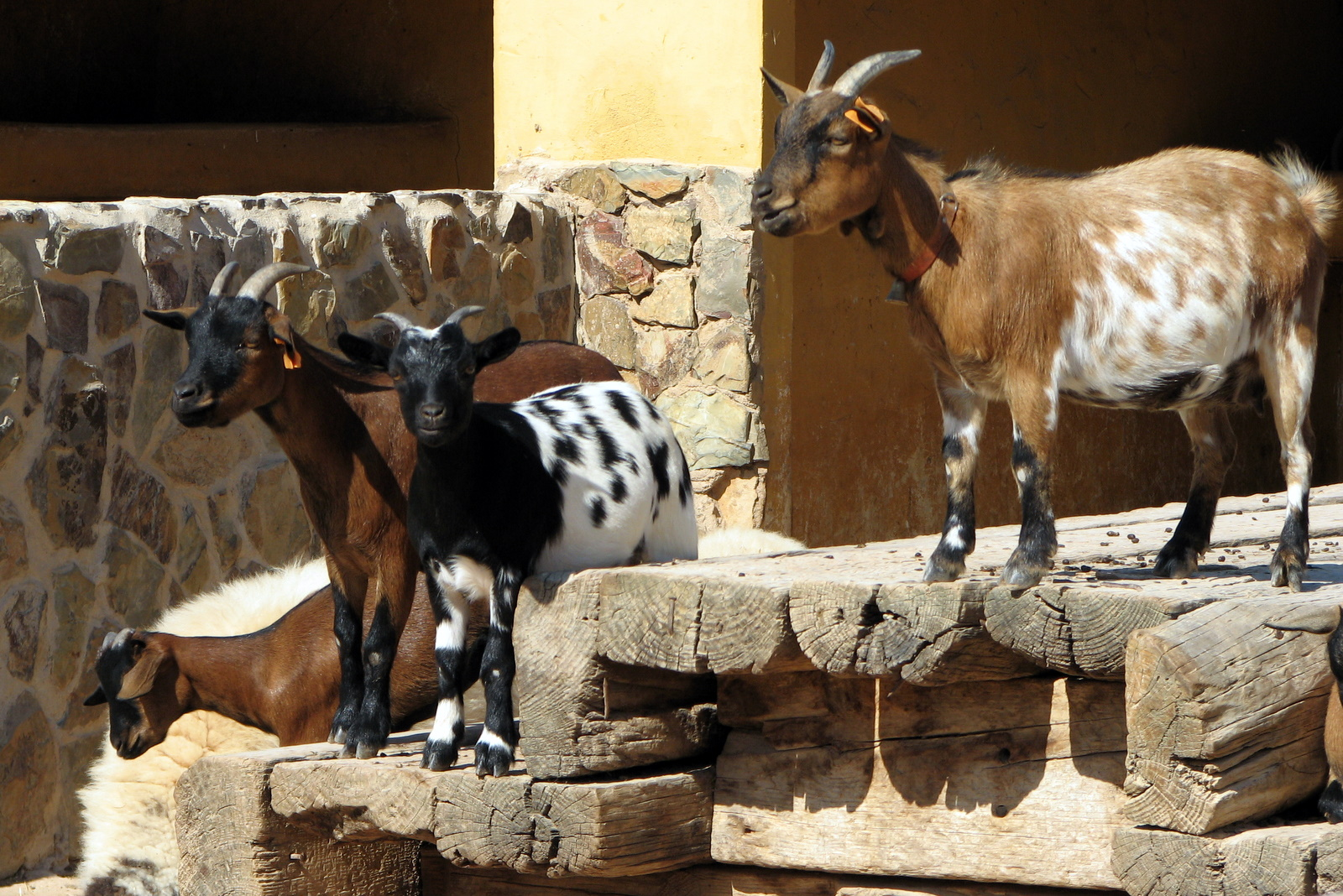
Grupo de cabras no Zoo de Lagos.

## Descrição e história
O parque está situado junto à localidade de Barão de São João, a cerca de 16 Km da cidade de Lagos. Ficou conhecido pelo seu planeamento, tanto no design dos seus espaços como na recriação dos ambientes adequados aos animais. Distinguiu-se igualmente como um dos mais importantes centros económicos e turísticos na região do barlavento algarvio.
Em 2011, o Zoo de Lagos acolheu dez casais de raposas-voadoras (Pteropus Lylei), originárias do Bioparque Doué de la Fontaine, em França, no âmbito do ano internacional do morcego, organizado pelas Nações Unidas.
Em 2020, possuía cerca de 1500 animais de 150 espécies, incluindo um das maiores grupos do mundo de macacos capuchinhos no mundo, com trinta e três indivíduos. Entre as várias espécies de animais, encontram-se aves como faisões de Temminck, emas, cisnes-coscoroba, mamíferos como cangurus, linces, lontras, saguis-comuns, pigmeus e imperadores, macacos-esquilos, répteis como tartarugas de-orelha-vermelha, e grega, vários peixes, incluindo Carpas Koi e peixes-gato-sugadores, e anfíbios, como a salamandra-de-pintas-amarelas.
A construção do parque iniciou-se nos finais de 1997, tendo sido inaugurado em 16 de Novembro de 2000. O principal responsável pela fundação foi Paulo Figueiras. Em 2020, o espaço esteve encerrado durante alguns meses e foi reduzido o pessoal, no âmbito da pandemia mundial. Em Agosto desse ano, foi visitado pelo Presidente da República, Marcelo Rebelo de Sousa, durante uma passagem pelo concelho de Lagos. Em Novembro, nasceu um hipópotamo pigmeu no Zoo de Lagos, uma espécie com origem na Libéria, e que está em risco iminente de extinção.